# أوسكار إدواردو راميريز أغيلار
أوسكار إدواردو راميريز أغيلار (بالإسبانية: Oscar Eduardo Ramírez Aguilar)‏ هو سياسي مكسيكي، ولد في 13 أكتوبر 1977. حزبياً، نشط في Ecologist Green Party of Mexico ‏. وقد انتخب عضو مجلس النواب المكسيك.